# Гудов, Александр Константинович

Александр Константинович Гудов (16 сентября 1932 — 7 ноября 2004) — Заслуженный летчик-испытатель СССР (1984), капитан (1978).

## Биография
Родился в селе Свинец Курской области. Воспитывался в детском доме.
Во время Великой Отечественной войны стал свидетелем воздушного боя, который и вдохновил его стать пилотом — ещё будучи ребенком, он сделал себе на запястье татуировку в форме самолета.
Окончив Сасовское лётное училище ГВФ, переезжает в Киев и вступает в Киевский объединенный авиаотряд (Аэрофлот).
С 1957 по 1986 — лётчик-испытатель Киевского авиазавода.
Провёл испытания головных самолётов завода Ан-24 (31.01.1962; 2-й пилот), Ан-26 (22.06.1969), и Ан-30 (12.03.1973; 2-й пилот).
Испытывал серийные Ан-2 (1957—1963), Ан-24 (1962—1979), Ан-26 (1969—1986), Ан-30 (1973—1978), Ан-32 (1983—1986) и их модификации.
Умер от инсульта 7 ноября 2004 года в г. Киев. Похоронен в Киеве на Берковецком кладбище.

## Награды
- Заслуженный лётчик-испытатель СССР